# Championnat d'Asie féminin de basket-ball des moins de 16 ans 2013
Navigation
Chine 2011 Indonésie 2015
Le championnat d'Asie féminin de basket-ball des moins de 16 ans 2013 se déroule à Colombo au Sri Lanka du 23 au 30 novembre 2013. Il s'agit de la troisième édition de la compétition, instaurée en 2009.

## Équipes participantes

### Qualifications

#### Niveau I
6 équipes, issues du Championnat d'Asie U16 de l'édition précédente, sont qualifiées pour ce niveau.
| Mode de qualification                                                                     | Places | Nations qualifiées              |
| ----------------------------------------------------------------------------------------- | ------ | ------------------------------- |
| Demi-finalistes du Championnat d'Asie U16 2011                                            | 4      | Japon Corée du Sud Chine Taïwan |
| Vainqueurs des barrages de qualifications pour le Niveau I du Championnat d'Asie U16 2013 | 2      | Inde Malaisie                   |

#### Niveau II
6 équipes, issues du Championnat d'Asie U16 de l'édition précédente, sont qualifiées pour ce niveau.
| Mode de qualification               | Places | Nations qualifiées                                |
| ----------------------------------- | ------ | ------------------------------------------------- |
| Hôte du championnat d'Asie U16 2013 | 1      | Sri Lanka                                         |
| 5 équipes de la FIBA Asie           | 5      | Hong Kong Indonésie Jordanie Kazakhstan Thaïlande |

## Rencontres

### Premier tour
Légende des classements
- Qualifié pour les demi-finales
- Repêché en barrages de qualifications pour le Niveau I

#### Niveau I
| Rang | Équipe       | Pts | J | G | P | Pp  | Pc  | Diff |  | Résultats (dom.\ext.) |   |       |       |        |        |       |
| ---- | ------------ | --- | - | - | - | --- | --- | ---- |  | --------------------- | - | ----- | ----- | ------ | ------ | ----- |
| 1    | Japon        | 10  | 5 | 5 | 0 | 444 | 222 | 222  |  | Japon                 |   | 75-59 | 83-50 | 87-56  | 112-45 | 87-12 |
| 2    | Chine        | 9   | 5 | 4 | 1 | 450 | 278 | 172  |  | Chine                 | - |       | 82-50 | 110-74 | 109-51 | 90-28 |
| 3    | Corée du Sud | 8   | 5 | 3 | 2 | 381 | 334 | 47   |  | Corée du Sud          | - | -     |       | 89-67  | 106-56 | 86-46 |
| 4    | Taïwan       | 7   | 5 | 2 | 3 | 387 | 366 | 21   |  | Taïwan                | - | -     | -     |        | 105-50 | 85-30 |
| 5    | Inde         | 6   | 5 | 1 | 4 | 259 | 487 | -228 |  | Inde                  | - | -     | -     | -      |        | 57-55 |
| 6    | Malaisie     | 5   | 5 | 0 | 5 | 171 | 405 | -234 |  | Malaisie              | - | -     | -     | -      | -      |       |

#### Niveau II
| Rang | Équipe     | Pts | J | G | P | Pp  | Pc  | Diff |  | Résultats (dom.\ext.) |   |       |       |       |       |       |
| ---- | ---------- | --- | - | - | - | --- | --- | ---- |  | --------------------- | - | ----- | ----- | ----- | ----- | ----- |
| 1    | Thaïlande  | 10  | 5 | 5 | 0 | 376 | 242 | 134  |  | Thaïlande             |   | 65-36 | 71-42 | 71-62 | 87-51 | 82-51 |
| 2    | Kazakhstan | 8   | 5 | 3 | 2 | 308 | 283 | 25   |  | Kazakhstan            | - |       | 54-63 | 79-52 | 70-58 | 69-45 |
| 3    | Indonésie  | 8   | 5 | 3 | 2 | 252 | 258 | -6   |  | Indonésie             | - | -     |       | 33-38 | 62-59 | 52-36 |
| 4    | Hong Kong  | 8   | 5 | 3 | 2 | 292 | 279 | 13   |  | Hong Kong             | - | -     | -     |       | 83-50 | 57-46 |
| 5    | Jordanie   | 6   | 5 | 1 | 4 | 295 | 352 | -57  |  | Jordanie              | - | -     | -     | -     |       | 77-50 |
| 6    | Sri Lanka  | 5   | 5 | 0 | 5 | 228 | 337 | -109 |  | Sri Lanka             | - | -     | -     | -     | -     |       |

### Tableau final
|  | Demi-finales     | Demi-finales     | Demi-finales     | Demi-finales     |                               |       | Finale           | Finale           | Finale           | Finale           |
|  |                  |                  |                  |                  |                               |       |                  |                  |                  |                  |
|  | 29 novembre 2013 | 29 novembre 2013 | 29 novembre 2013 | 29 novembre 2013 |                               |       | 30 novembre 2013 | 30 novembre 2013 | 30 novembre 2013 | 30 novembre 2013 |
|  | 2                | Chine            | 81               | 81               |                               |       | 30 novembre 2013 | 30 novembre 2013 | 30 novembre 2013 | 30 novembre 2013 |
|  | 2                | Chine            | 81               | 81               |                               |       | 30 novembre 2013 | 30 novembre 2013 | 30 novembre 2013 | 30 novembre 2013 |
|  | 3                | Corée du Sud     | 55               | 55               |                               |       | 30 novembre 2013 | 30 novembre 2013 | 30 novembre 2013 | 30 novembre 2013 |
|  | 3                | Corée du Sud     | 55               | 55               | Chine                         | Chine | 62               | 62               |                  |                  |
|  | 29 novembre 2013 |                  |                  |                  | Chine                         | Chine | 62               | 62               |                  |                  |
|  |                  |                  | Japon            | Japon            | 50                            | 50    |                  |                  |                  |                  |
|  | 1                | Japon            | Japon            | Japon            | 50                            | 50    | 99               | 99               |                  |                  |
|  | 1                | Japon            |                  |                  |                               |       |                  | 99               |                  |                  |
|  | 4                | Taïwan           | 60               | 60               |                               |       |                  |                  |                  |                  |
|  | 4                | Taïwan           | 60               | 60               | Match pour la troisième place |       |                  |                  |                  |                  |
|  |                  |                  |                  |                  |                               |       |                  |                  |                  |                  |
|  | 30 novembre 2013 |                  |                  |                  |                               |       |                  |                  |                  |                  |
|  | Corée du Sud     | Corée du Sud     | 86               | 86               |                               |       |                  |                  |                  |                  |
|  | Corée du Sud     | Corée du Sud     | 86               | 86               |                               |       |                  |                  |                  |                  |
|  | Taïwan           | Taïwan           | 64               | 64               |                               |       |                  |                  |                  |                  |
|  | Taïwan           | Taïwan           | 64               | 64               |                               |       |                  |                  |                  |                  |

### Barrages de qualifications pour leNiveau I
Les gagnants de ces 2 matchs sont promus au Niveau I du Championnat d'Asie U16 2015.
| 29 novembre 2013 13 h 00 UTC+05:30 | Rapport | Inde                                               | 84-71 | Kazakhstan |  | Sugathadasa Indoor Stadium, Colombo |
| 29 novembre 2013 13 h 00 UTC+05:30 | Rapport | Score par quart-temps : 20-14, 16-22, 26-15, 22-20 |       |            |  | Sugathadasa Indoor Stadium, Colombo |

| 29 novembre 2013 15 h 00 UTC+05:30 | Rapport | Malaisie                                        | 39-59 | Thaïlande |  | Sugathadasa Indoor Stadium, Colombo |
| 29 novembre 2013 15 h 00 UTC+05:30 | Rapport | Score par quart-temps : 4-5, 2-21, 11-16, 22-17 |       |           |  | Sugathadasa Indoor Stadium, Colombo |

## Classement final
| Place                    | Équipe       | Vict.-Déf. |
| ------------------------ | ------------ | ---------- |
| Médaille d'or, Asie      | Chine        | 6 - 1      |
| Médaille d'argent, Asie  | Japon        | 6 - 1      |
| Médaille de bronze, Asie | Corée du Sud | 4 - 3      |
| 4                        | Taïwan       | 2 - 5      |
| 5                        | Inde         | 2 - 4      |
| 6                        | Malaisie     | 0 - 6      |
| 7                        | Thaïlande    | 6 - 0      |
| 8                        | Kazakhstan   | 3 - 3      |
| 9                        | Indonésie    | 3 - 2      |
| 10                       | Hong Kong    | 3 - 2      |
| 11                       | Jordanie     | 1 - 4      |
| 12                       | Sri Lanka    | 0 - 5      |

- Qualification pour la Coupe du Monde U17 2014

## Leaders statistiques

### Points
| Place | Nom                      | Équipe     | PPM  |
| ----- | ------------------------ | ---------- | ---- |
| 1     | Nirma Samarasinghe       | Sri Lanka  | 14,4 |
| 1     | Wa Sin Cheung            | Hong Kong  | 14,4 |
| 3     | Anastassiya Arzamastseva | Kazakhstan | 14,3 |
| 4     | Rujiwan Bunsinprom       | Thaïlande  | 14,0 |
| 4     | Tala Sabbagh             | Jordanie   | 14,0 |

### Rebonds
| Place | Nom                      | Équipe     | RPM  |
| ----- | ------------------------ | ---------- | ---- |
| 1     | Anastassiya Arzamastseva | Kazakhstan | 13,5 |
| 2     | Tala Sabbagh             | Jordanie   | 10,4 |
| 3     | Marya Al Hinn            | Jordanie   | 10,2 |
| 4     | Jithendri Gallassage     | Sri Lanka  | 9,4  |
| 5     | Wenxi Ha                 | Chine      | 8,6  |

### Passes décisives
| Place | Nom                | Équipe       | PDPM |
| ----- | ------------------ | ------------ | ---- |
| 1     | Manman Zhang       | Chine        | 7,1  |
| 2     | Elmira Abikeyeva   | Kazakhstan   | 6,5  |
| 3     | Heji An            | Corée du Sud | 5,7  |
| 4     | Varitta Srijunvong | Thaïlande    | 5,2  |
| 5     | Rujiwan Bunsinprom | Thaïlande    | 4,0  |
| 5     | Vimmy Varkey       | Inde         | 4,0  |

### Contres
| Place | Nom                      | Équipe       | CPM |
| ----- | ------------------------ | ------------ | --- |
| 1     | Anastassiya Arzamastseva | Kazakhstan   | 1,7 |
| 2     | Jithendra Gallassage     | Sri Lanka    | 1,6 |
| 3     | Stephanie Mawuli         | Japon        | 1,1 |
| 4     | Elmira Abikeyeva         | Kazakhstan   | 1,0 |
| 5     | Haeji Kim                | Corée du Sud | 0,7 |
| 5     | Nisa Nishioka            | Japon        | 0,7 |
| 5     | Mugdha Amraotkar         | Inde         | 0,7 |

### Interceptions
| Place | Nom             | Équipe       | IPM |
| ----- | --------------- | ------------ | --- |
| 1     | Wa Sin Cheung   | Hong Kong    | 3,4 |
| 2     | Shuk Yi Lui     | Hong Kong    | 2,8 |
| 3     | Heji An         | Corée du Sud | 2,7 |
| 3     | Amphawa Thuamon | Thaïlande    | 2,7 |
| 5     | Yik Lam Tse     | Hong Kong    | 2,6 |